# Красные колобусы
Красные колобусы (лат. Piliocolobus) — род приматов семейства Мартышковых. Ранее они причислялись к роду Procolobus, который сейчас считается монотипичным.
Представители этого рода найдены в Западной, Центральной и Восточной Африке. Большинство видов обитают в джунглях, кроме вида Piliocolobus kirkii. Численность красных колобусов снижается из-за агрессивной охоты на них шимпанзе. Все виды этого рода, кроме Piliocolobus foai имеют охранный статус МСОП «В опасности» или «В критической опасности».

## Виды
- Красный колобус (Piliocolobus badius)[1]
- Гвинейский колобус (Piliocolobus pennantii)
- Piliocolobus epieni
- Камерунский колобус (Piliocolobus preussi)
- Краснохохлый колобус (Piliocolobus tholloni)
- Piliocolobus foai
- Piliocolobus tephrosceles
- Piliocolobus gordonorum
- Колобус Кирка (Piliocolobus kirkii)
- Piliocolobus rufomitratus
- Piliocolobus langi
- Piliocolobus oustaleti
- Piliocolobus parmentieri
- Piliocolobus semlikiensis